# Ukana
Ukana je vojni roman Toneta Svetine, napisan je v treh knjigah (1965, 1967, 1969). Vse so izšle v Zavodu Borec v Ljubljani. 

## Zgodba
To knjigo posvečam mrtvim in živim borcem

XXXI. divizije NOV in POJ in članom

VOS za Primorsko in Gorenjsko, ki so s svojo

krvjo napisali neizbrisno stran zgodovine slovenskega

naroda in pokazali pot v svetlo 

človeško prihodnost.
— pisateljevo posvetilo
Zgodba se dogaja v času 2. svetovne vojne na Slovenskem. Pripoveduje o lepi mladenki Ani, ki hodi v nemško obveščevalno šolo, v katero je prišla po zaslugi matere, ki se proglasi za Nemko. Ima tudi mlajšo sestro Melito, ki hodi v gimnazijo, pozneje pa dela za neko partizansko patruljo. 
Ko se Ana nekega dne vrne iz šole, ji je mati pove, da ji je priskrbela dobro službo, šla naj bi za tolmačko v nemški urad. Tako mora iti za nekaj mesecev v Nemčijo, njen odhod pa si vsak razlaga po svoje. V resnici gre Ana v šolo za nemške vohune.
V šoli spozna majorja Helmuta Wolfa, ki se zaljubi vanjo. Najprej začne delati kot kurirka. Takrat se zanjo zopet začne zanimati nek Bogdan, katerega je spoznala na Univerzi in jo je od njunega prvega srečanja naprej ves čas zalezoval. Na samem začetku pove, da se je preimenoval v Valjhuna.
Nekega dne Wolf Ano pošlje v partizansko brigado alpske cone in ji da listek na katerem je delno šifrirana koda. Njeno ilegalno ime naj bi bilo Helga. V brigadi spozna mitraljezca Primoža, s katerim se zaljubita.
Medtem ko je Ana v brigadi, Bogdan v zapor odpelje njeno sestro Melito, ki noče povedati, kam je odšla Ana. Melita po končani gimnaziji postane četna voditeljica - skojevka, kjer se zaljubi v Bliska, ki ga spoznala med šolanjem, ko ta po srednjih šolah deli letake. Tam ga opazijo Nemci, Blisk enega celo ubije, nato pa se skrije pri Meliti, pomaga jima pa tudi Ana.
Ana nekaj časa izdaja partizane Nemcem, vendar kaj kmalu s tem preneha, ker ji je všeč, kako si partizani pomagajo med sabo, delno pa tudi zaradi tega, ker se zaljubi v Primoža. Po pol leta se že počuti, kot da je njihova, vendar jo je nekaj časa tudi strah, da ne bi kdo izvedel, da je vohunka. Major Wolf ji namreč pošilja kode, na katere mora odgovarjati in zato včasih za nekaj časa izginiti iz brigade. Zaradi nenavadnih izginevanj jo začnejo sumiti, da dela za Nemce, a Ana kmalu neha odgovarjati na Wolfova pisma. Major Wolf zaradi tega pošlje Bogdana - Valjhuna, da bi jo ugrabil. Ko ji Wolf zadnjič pošlje kodo, z njo pa tudi strup, ji zada nalogo, da zastrupi vse vojake v njeni brigadi. Takrat Ana pove Primožu, da je do nedavnega delala za Nemce. Roti ga, da ji odpusti, kar Primož tudi naredi, vendar ji obenem pove, da jo bo razkril tudi ostalim v brigadi in da bodo oni odločali o njeni nadaljnji usodi. Ana in Primož se močno zbližata, Ana mu zaupa, da bi zelo rada rodila njegovega otroka. Preden ugotovi, da je res noseča, Nemci ranijo Primoža, ki nato kar nekaj časa okreva. Za nosečnost takrat pove njunemu najboljšemu prijatelju Vojku.
Bogdan ugrabi Ano, v zaporu se znova sreča z majorjem Wolfom, ki ji zaupa, da jo lahko sam odpelje na svobodo. Stotnik ji dovoli, da Primožu napiše pismo, ki mu ga Ana na njegovo prošnjo tudi prebere. Wolf jo zatem res izpusti, kar ostalim vojakom v brigadi tudi pove. Vojaki so sumničavi, kako to, da jo je spustil na svobodo, ne da bi karkoli zahteval od nje.
V visoki nosečnosti Ana začne obiskovati otroke v bližnji šoli. To počne dokler ne zapade sneg. Ana rodi, kmalu zatem jih napadejo belogardisti. Pozneje začne Ana spet delati za partizane, vendar jo kmalu odpeljejo gestapovci. Ani Travnikarjevi rečeta, naj otroka pusti pri njiju, da bosta onidve poskrbeli zanj. Nemci medtem zbombardirajo bolnico Franja, ker jim je umirajoči partizan izdal njeno lokacijo. Ana zadnjič vidi majorja Wolfa in ga vpraša, kako je njena mati. Odgovori ji, da je dobro in jo še zadnjič reši iz ujetništva. Ob koncu vojne Ana in Tinka zagledata ustaše, kako ob begu ustrelijo Ano v prsi, ki kmalu zatem umre.

## Kritika
Razmerje med dokumentarnostjo, se pravi med avtentičnim poročanjem o resničnem dogajanju in fantazijskim oblikovanjem, kar naj bi pomenilo iskanje in ustvarjanje prepričljivih situacij z umetniško simbolnostjo, se nagiba v slovenski vojni prozi, se pravi v pripovedništvu, ki prikazuje partizansko vojskovanje, revolucijo v družbi in ljudeh, zdaj pretirano na eno, zdaj pretirano na drugo stran. Večinoma prevladuje v tej literarni zvrsti osebno izpovedni dokument, ki mu ne manjka človeške pretresljivosti in resnične doživljajske osnove.
V romanu Ukana so namreč podane številne, prav anatomske razčlenitve nasilnega umiranja: streljanje talcev, ubijanje v spopadu, strašni poboj ob zahrbtnem
napadu na Drenov bataljon v hotelu Lovec na Pokljuki, v tem primeru metanje ranjenih v ogenj, potem precizni streli na oddaljene posameznike, zahrbtni
napad na partijske tečajnike v Cerknem (6. februarja 1944), likvidacija izdajalcev ob breznu, ustrelitev treh borcev pred brigado, ker so na straži
zaspali in pustili Nemcem mitraljez, in nazadnje, kako domačin, izdajalec ustreli svojega tovariša, da bi si rešil življenje (Blaj ustreli Repnika v idrijskem zaporu po ukazu majorja Wolfa).
Roman je napisan s temeljitim poznavanjem tako nemške kot partizanske strategije na tem posebnem področju; v ciničnih sekvencah majorja Wolfa
odmeva nekaj nacistično dopolnjenega machiavellizma, tu in tam so parafrazirane tudi misli nekaterih filozofov, Nietzschejeva poglavja o državi pa v
zvezi z Wolfom avtor tudi citira. Glede na vse to je v romanu marsikaj eklektičnega, vendar vse zelo spretno porabljeno in organsko prepleteno med
seboj. (Sodobnost,1963-, 1967, 15/1)

Roman obravnava spopad med narodnoosvobodilnimi silami v zahodni Sloveniji, ki jih predstavljajo enote IX. korpusa NOV in POJ, njegove 31. (Triglavske) divizije in posebej še udarne brigade Franceta Prešerna ter pokrajinskega vodstva varnostnoobveščevalne službe z nemškim okupatorjem, ki ga predstavlja poveljstvo štaba za uničevanje band ter poveljstvo varnostne službe in varnostne policije (gestapo), vključno z belogardističnim / domobranskim vodstvom in četniškimi enotami. Zgodba se dogaja v času, ko kapitulira Italija - septembra 1943, do zaključnih bojev za osvoboditev Trsta in slovenske Koroške. Opisani so povojni poboji. Z epilogom pa se končuje v letu 1947.